# Marlin Firearms
La Marlin Firearms è una fabbrica di armi da fuoco statunitense, in particolare di fucili, fondata nel 1870 ed ubicata a North Haven nel Connecticut, USA.

## Storia
Il fondatore fu John Mahlon Marlin; questi lavorò presso la società Winchester e poi costruì una società indipendente sotto il proprio nome.

## Prodotti principali

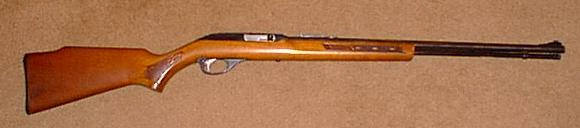
Marlin Model 60 .22LR fucile prodotto nel 1982

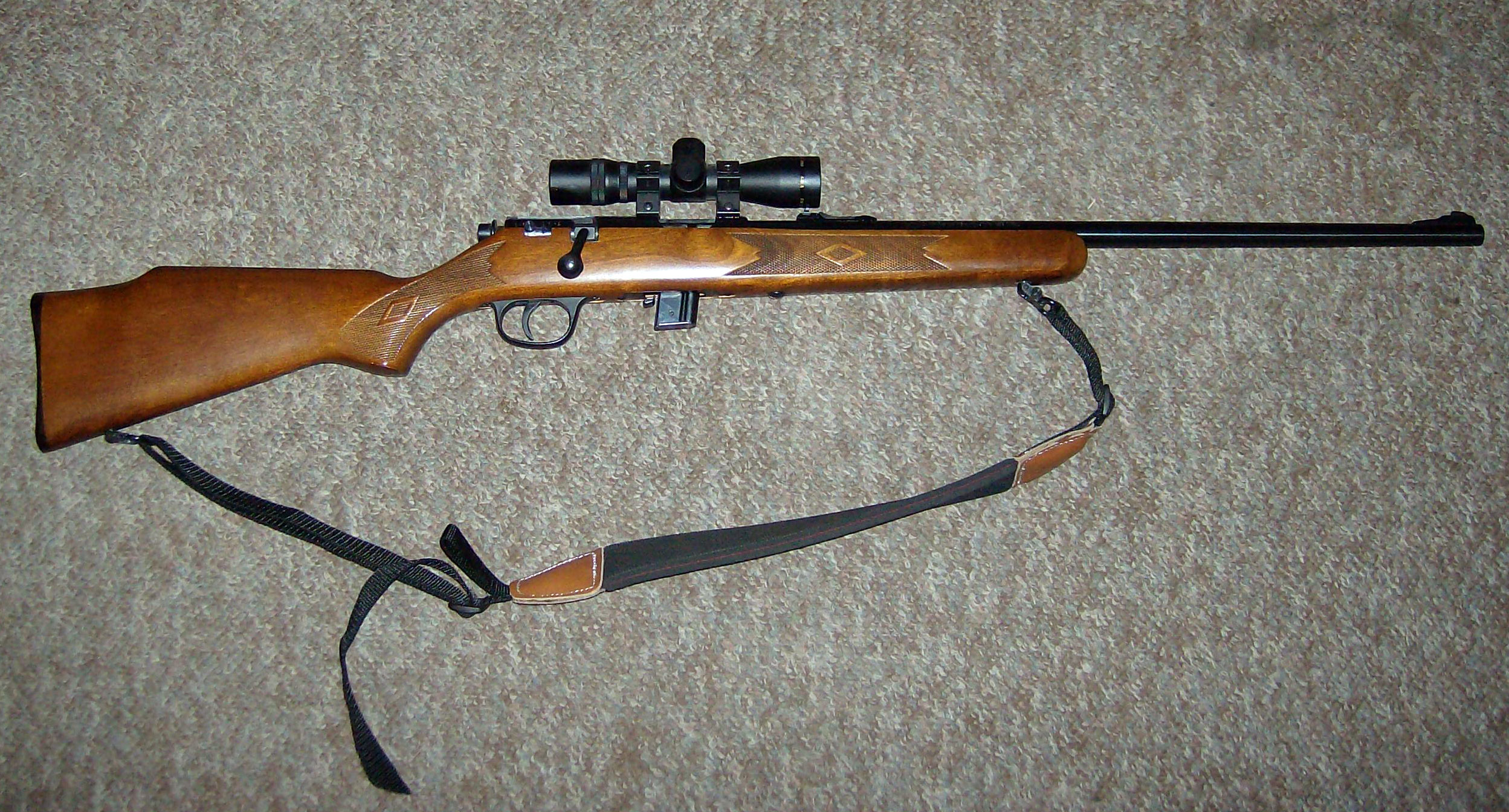
Marlin Model 25N .22 LR

- Marlin model 20, .22 Short, .22 Long e .22 Long Rifle a otturatore girevole-scorrevole.
- Marlin Model 1893, a ripetizione, precursore dei Model 36 e 336
- Marlin Model 1895 Military Repeater
- Marlin Model 1897, a ripetizione, precursore dei Model 39 e 39A
- Marlin Model 25, .22 Short, .22 Long e .22 Long Rifle
- Marlin Model 39A, a ripetizione, il fucile più a lungo prodotto al mondo
- Marlin Levermatic, un'innovativa carabina a tiro corto con una varietà varietà cartucce
- Marlin Model 60, un famoso fucile calibro .22 LR
- Marlin Model 1894, carabina revolver calibri .357 Magnum (1894C), .41 Magnum (1894FG) e .44 Magnum (1894)
- Marlin Model 336, uno dei più famosi fucili da caccia a leva del mondo
- Marlin Camp Carbine
- Marlin Model 70P "Papoose", con caricatore leggero, .22 LR carabina con caricatore staccabile
- Marlin Model 795, a .22 LR fucile semi-automatico.
- Marlin Model 700, a .22 LR fucile semi-automatico, simile al Model 795.
- Marlin Model 7000, a .22 LR fucile semi-automatico, simile al Model 795
- Marlin Model 2000, a .22 LR fucile per competizioni di biathlon
- Marlin Model XL7
- Marlin Model XS7
- Marlin Modello 1881, uno dei primi fucili a ripetizione a leva di grosso calibro.